# Never Say Never (canção de Lisette Melendez)
"Never Say Never" (em português:  Nunca Diga Nunca) é o terceiro single do álbum Together Forever, lançado pela cantora de freestyle e hip-hop Lisette Melendez em 1991. Diferente dos singles anteriores, esse foi lançado apenas em fita cassete e LP de 12" polegadas somente para os clubes, onde conseguiu moderado sucesso na parada de músicas dance dos Estados Unidos, alcançando a posição #45 em 1992.

## Faixas
12" Single
| N.º | Título                                         | Duração |  |
| 1.  | "Never Say Never" (New School Freestyle)       | 5:21    |  |
| 2.  | "Never Say Never" (New School Radio)           | 3:57    |  |
| 3.  | "Never Say Never" (Underground Solution)       | 5:00    |  |
| 4.  | "Never Say Never" (Never Say "After Dark" Mix) | 5:56    |  |
| 5.  | "Never Say Never" (Melendapella)               | 2:57    |  |
| 6.  | "Never Say Never" (Never More Beats)           | 2:00    |  |

12" Single (Promo)
| N.º | Título                            | Duração |  |
| 1.  | "Never Say Never" (Pop Radio Mix) | 3:50    |  |
| 2.  | "Never Say Never" (Hot AC Mix)    | 3:50    |  |

## Posições nas paradas musicais
| Parada musical (1992)                               | Melhor posição |
| --------------------------------------------------- | -------------- |
| Estados Unidos - Hot Dance Music/Club Play          | 45             |
| Estados Unidos - Hot Dance Music/Maxi-Singles Sales | 12             |